# Te Motu Foliki
Te Motu Foliki (Temotufoliki) – niewielka wyspa położona na Oceanie Spokojnym, w archipelagu Tuvalu, w środkowej części atolu Nanumea.

Te Motu Foliki jest trzecią pod względem wielkości wyspą atolu.